# Комаров, Владимир Валентинович
Влади́мир Валенти́нович Комаро́в (укр. Володимир Валентинович Комаров, род. 29 февраля 1964, Кировоградская область) — украинский комик, актёр, музыкант, участник комик-труппы «Маски».

## Биография
Владимир Комаров родился 29 февраля 1964 года в Кировоградской области, однако вскоре его семья переехала в Одессу.
В школьные годы начал заниматься пантомимой. После окончания средней школы № 18 поступил в Одесский институт пищевой промышленности имени М. В. Ломоносова, где проучился один семестр. Следующие три года служил матросом на Северном Флоте.
С 1984 по 1987 год работал актёром Ансамбля пантомимы и клоунады «Маски» при Одесской областной филармонии.
С 1987 по 1989 год — актёр Киевского эстрадного театра «Шарж».
В 1989 году снова вернулся в комик-труппу «Маски», где снимался в сериалах, художественных фильмах и работал на сцене до 2002 года.
В конце 2002 года Комаров окончательно покинул комик-труппу «Маски» (хотя некоторые скетчи с его участием вошли в поздний выпуск "Маски на выборах" в 2006 г.) и создал комик-дуэт «Одеколон» вместе с Алексеем Агопьяном.
В 2005 году создал музыкальную группу «Д-ръ БрМенталь».
С 2010-х годов проводит экскурсии по Одессе, занимается изготовлением курительных трубок. В 2024 году вновь возвращается в «Маски» - в социальных сетях комик-труппы появились афиши с участием Владимира Комарова. 

## Фильмография

### Актёр
1. 1987 — Дискжокей
2. 1989 — Тихий ужас
3. 1991 — Семь дней с русской красавицей — водитель автобуса / красный командир / женщина в чёрном / басмач / лётчик
4. 1992 — 2006 — Маски-шоу
5. 2001 — Второстепенные люди — картёжник
6. 2002 — Дружная семейка — бандит
7. 2002 — Чеховские мотивы
8. 2003 — Личная жизнь официальных людей — Гольдман
9. 2004 — Настройщик — работник пункта выдачи призов
10. 2005 — Весёлая хата
11. 2005 — На белом катере — Антон
12. 2007 — Прапорщик, или «Ё-моё» — Миша
13. 2007 — Света с того света
14. 2008 — Улыбка Бога, или Чисто одесская история —  Алик
15. 2008 — Сезон открытий — Вася
16. 2011 — Кумовские байки — капитан милиции Сашко
17. 2011 — Шаббат
18. 2013 — Иван Сила — рыжий клоун

## «Д-ръ БрМенталь»
«Д-ръ БрМенталь» — музыкальная группа, организованная Владимиром Комаровым в 2005 году, на выступлениях которой песни чередуются со сценическими номерами комедийного жанра. Группа впервые выступила на сцене в сентябре 2005 года во время ежегодного Джаз-карнавала в Одессе.
Стиль музыки: рок-н-ролл, блюз.
Состав группы:
- Владимир Комаров (вокал, аккордеон)
- Евгений Стоянов (гитара, вокал, автор песен)
- Виталий Кацапуд (ударные)
- Алексей Бавраш (бас-гитара)

В апреле 2007 года группа выпустила дебютный альбом.